# Near Earth Asteroid Tracking
| LINEAR NEAT Spacewatch LONEOS | CSS Pan-STARRS NEOWISE Altri |

Oggetti NEO rilevati da indagini dedicate:

Il Near Earth Asteroid Tracking (NEAT) è un programma della NASA e del Jet Propulsion Laboratory per la scoperta di oggetti near-Earth. Il programma ha iniziato la sua attività nel 1995.
In origine il ricercatore principale fu Eleanor F. Helin, con i co-ricercatori Steven H. Pravdo e David L. Rabinowitz.
NEAT ha un accordo di collaborazione con la U.S. Air Force per l'uso del telescopio GEODSS, situato sul vulcano Haleakalā presso l'omonimo osservatorio, sull'isola Maui alle Hawaii. GEODSS significa Ground-based Electro-Optical Deep Space Surveillance e questi telescopi a campo largo dell'aeronautica militare sono stati progettati per l'osservazione ottica dei velivoli spaziali. Il team del NEAT ha progettato per il telescopio GEODSS una camera CCD da 4096×4096 pixel.
A partire dall'aprile del 2001 è entrato in servizio il telescopio Samuel Oschin, un telescopio Schmidt da 1,2 metri presso il Palomar Observatory. Questo telescopio è equipaggiato con una camera che contiene 112 ccd, ciascuno da 2400x600. Il telescopio Samuel Oschin è quello che ha catturato le immagini che hanno portato alla scoperta di 50000 Quaoar nel 2002, 90377 Sedna nel 2003 e del pianeta nano Eris nel 2005.
Oltre ad aver scoperto migliaia di asteroidi, NEAT è anche accreditato per la scoperta o riscoperta di numerose comete, tra le quali le comete periodiche 54P/de Vico-Swift-NEAT, 163P/NEAT, 166P/NEAT, 169P/NEAT, 189P/NEAT, 193P/LINEAR-NEAT, 204P/LINEAR-NEAT, 212P/NEAT, 215P/NEAT, 224P/LINEAR-NEAT, 231P/LINEAR-NEAT, 246P/NEAT, 312P/NEAT, 334P/NEAT, 355P/LINEAR-NEAT e per la scoperta della stella di Teegarden, una stella con un moto proprio molto elevato.
Nel 2005 un asteroide, 64070 NEAT, è stato battezzato in onore del programma.